# لئون گریگوریان (شطرنج‌باز)
لوون آشوتی گریگوریان (ارمنی: Լևոն Աշոտի Գրիգորյան؛ ۷ سپتامبر ۱۹۴۷ در ایروان – ۲۹ نوامبر ۱۹۷۵ در تاشکند) شطرنج‌باز اهل ارمنستان بود . در سال‌های ۱۹۶۴، ۱۹۶۶ ،۱۹۶۸، ۱۹۶۹، ۱۹۷۱، ۱۹۷۲ در مسابقات قهرمانی شطرنج ارمنستان و در سال‌های ۱۹۷۴ و ۱۹۷۵ در مسابقات قهرمانی شطرنج ازبکستان به مقام نخست دست یافت. برادر وی کارن گریگوریان نیز دارای عنوان استاد بین‌المللی شطرنج بود.